# Presa de decisions
La presa de decisions és el procés mitjançant el qual es realitza una elecció entre les alternatives o formes per resoldre diferents situacions de la vida, aquestes es poden presentar en diferents contextos: a nivell laboral, familiar, sentimental, empresarial (utilitzant metodologies quantitatives que brinda l'administració), etc., és a dir, en tot moment es prenen decisions, la diferència entre cada una d'aquestes és el procés o la forma en la qual s'arriba a elles. La presa de decisions consisteix, bàsicament, a triar una alternativa entre les disponibles, als efectes de resoldre un problema actual o potencial, (encara que no s'evidenciï un conflicte latent).
La presa de decisions a nivell individual es caracteritza pel fet que una persona fa ús del seu raonament i pensament per a triar una decisió a un problema que se li presenti a la vida, és a dir, si una persona té un problema, aquesta haurà de ser capaç de resoldre'l individualment a través de prendre decisions amb aquest específic motiu.
 En la presa de decisions importa l'elecció d'un camí a seguir, pel que en un estadi anterior s'han d'avaluar alternatives d'acció. Si aquestes últimes no estan presents, no hi haurà decisió. 
Per prendre una decisió, no importa la seva naturalesa, cal conèixer, comprendre, analitzar un problema, per així poder donar-li solució, en alguns casos per ser tan simples i quotidians, aquest procés es realitza de forma implícita i es soluciona molt ràpidament, però hi ha altres casos en els quals les conseqüències d'una mala o bon compromís pot tenir repercussions en la vida i si és en un context laboral en l'èxit o fracàs de l'organització, per als quals és necessari realitzar un procés més estructurat que pot donar més seguretat i informació per resoldre el problema. Les decisions ens afecten a tots i que gràcies a elles podem tenir una opinió crítica.

## Tipus de decisions
Les decisions es poden classificar tenint en compte diferents aspectes, com ho és la freqüència amb què es presenten. Es classifiquen pel que fa a les circumstàncies que afronten aquestes decisions sigui quina sigui la situació per decidir i com decidir (Lander Ramos Bazan).

### Decisions programades
Són aquelles que es prenen sovint, és a dir són repetitives i es converteix en una rutina prendre, com el tipus de problemes que resol i es presenten amb certa regularitat, ja que es té un mètode ben establert de solució i, per tant, ja es coneixen els passos per abordar aquest tipus de problemes, per això, també se les anomena  decisions estructurades . La persona que pren aquest tipus de decisió no té la necessitat de dissenyar cap solució, sinó que simplement es regeix per la que s'ha seguit anteriorment.
Les decisions programades es prenen d'acord amb polítiques, procediments o regles, escrites o no escrites, que faciliten la presa de decisions en situacions recurrents perquè limiten o exclouen alternatives.
Per exemple, els gerents poques vegades han de preocupar-se pel ram salarial d'una empleat recent contractat perquè, per regla general, les organitzacions compten amb una escala de sous i salaris per a tots els llocs. Existeixen procediments rutinaris per tractar problemes rutinaris.
Les decisions programades es fan servir per abordar problemes recurrents. Siguin complexos o simples. Si un problema és recurrent i si els elements que el componen es poden definir, pronosticar i analitzar, llavors pot ser candidat per a una decisió programada. Per exemple, les decisions pel que fa a la quantitat d'un producte donat que es durà a inventari pot comportar la recerca de moltes dades i pronòstics, però una anàlisi detingut dels elements del problema pot produir una sèrie de decisions rutinàries i programades. En cas de Nike, comprar temps de publicitat en televisió és una decisió programada.
En certa manera, les decisions programades limiten la nostra llibertat, perquè la persona té menys espai per decidir a fer. No obstant això, el propòsit real de les decisions programades és alliberar. Les polítiques, les regles o els procediments que fem servir per prendre decisions programades ens estalvien temps, permetent amb això dedicar atenció a altres activitats més importants. Per exemple, decidir com manejar les queixes dels clients en forma individual resultaria molt car i requeriria molt de temps, mentre que una política que diu "es donarà un termini de 14 dies per als canvis de qualsevol compra" simplifica molt les coses. Així doncs, el representant de serveis a clients tindrà més temps per a resoldre assumptes més espinosos.

### Decisions no programades
També anomenades  no estructurades , són decisions que es prenen en problemes o situacions que es presenten amb poca freqüència, o aquelles que necessiten un model o procés específic de solució, per exemple: "Llançament d'un nou producte al mercat", en aquest tipus de decisions és necessari seguir un model de presa de decisió per a generar una solució específica per a aquest problema en concret.
Les decisions no programades aborden problemes poc freqüents o excepcionals. Si un problema no s'ha presentat amb la freqüència suficient perquè el cobreixi una política o si és tan important que mereix tracte especial, haurà de ser manejat com una decisió no programada. Problemes com assignar els recursos d'una organització, què fer amb una línia de producció que va fracassar, com millorar les relacions amb la comunitat-de fet, els problemes més importants que enfrontarà el gerent -, normalment, requeriran decisions no programades.

### Context empresarial

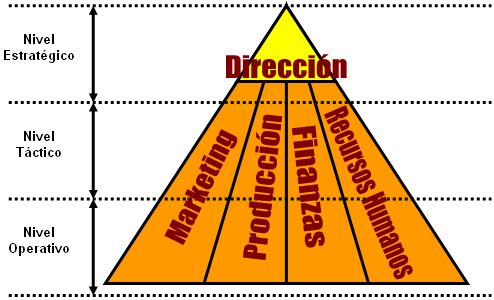
Organització jeràrquica i departamental d'una empresa.

En les organitzacions en general i en les empreses en particular sol existir una jerarquia que determina el tipus d'accions que es realitzen dins d'ella i, en conseqüència, el tipus de decisions que s'han de prendre, la Ciència administrativa divideix l'empresa en 3 nivells jeràrquics:
1. Nivell estratègic.- Alta direcció; planificació global de tota l'empresa.
2. Nivell tàctic.- Planificació dels subsistemes empresarials.
3. Nivell operatiu.- Desenvolupament d'operacions quotidianes (diàries/rutinàries).

Conforme es puja en la jerarquia d'una organització, la capacitat per prendre decisions no programades o no estructurades adquireix més importància, ja que són aquest tipus de decisions les que afecten a aquests nivells. Per tant, la major part dels programes per al desenvolupament de gerents pretenen millorar les seves habilitats per prendre decisions no programades, per regla general ensenyant-los a analitzar els problemes en forma sistemàtica ia prendre decisions lògiques.
A mesura que es baixa en aquesta jerarquia, les tasques que es desenvolupen són cada vegada més rutinàries, de manera que les decisions en aquests nivells seran més estructurades (programades).
Addicionalment, una organització també estarà dividida en diverses seccions funcionals, són diverses les propostes de divisió que s'han plantejat per a una empresa de forma genèrica, encara que la més acceptada és la que considera els següents departaments o unitats funcionals:
1. adreça
2. Màrqueting
3. producció
4. Finances
5. Recursos humans

Les decisions també seran diferents, en funció de en quina unitat funcional o departament tinguin lloc.

### Preses de decisions centralitzada i no centralitzada
Hi ha dues estructures de presa de decisions diferents: la centralitzada i la descentralitzada.
- La presa de decisions centralitzada es basa en la idea que les decisions es prenen a nivell central, generalment per un grup de líders o executius i/o executives d'una organització. Aquesta estructura de presa de decisions es fa servir quan es vol assegurar la coherència en les decisions i es vol evitar la fragmentació dels esforços. No obstant, aquesta estructura també pot portar a una falta de flexibilitat i lentitud en la presa de decisions, ja que totes les decisions han de passar per una sèrie de nivells jeràrquics abans de ser aprovades.
- Per contra, la presa de decisions descentralitzada es basa en la idea que les decisions es prenen a nivell local, ja sigui per individus o grups dins una organització. Aquesta estructura de presa de decisions es fa servir quan es vol augmentar la responsabilitat i la autonomia dels individus o grups, ja que els permet prendre decisions sobre qüestions que afecten el seu àmbit d'actuació. No obstant, aquesta estructura també pot portar a una falta de coherència en les decisions i a una major complexitat en la comunicació i la implementació de les decisions.

Tant la presa de decisions centralitzada com la descentralitzada tenen els seus avantatges i inconvenients, i la millor estructura depèn de les necessitats i objectius de cada organització en qüestió. En alguns casos, pot ser beneficiós utilitzar una combinació de les dues estructures, on es centralitzen algunes decisions i es descentralitzen altres. És important considerar quines són les fortaleses i debilitats de cada estructura i com aquestes s'ajusten a les necessitats de l'organització. Així, es pot trobar un equilibri que permeti prendre decisions eficaçment i estratègicament.

## Situacions o contextos de decisió
Les situacions, ambients o contextos en els quals es prenen les decisions, es poden classificar segons el coneixement i control que es tingui sobre les variables que intervenen o influencien el problema, ja que la decisió final o la solució que es prengui estarà condicionada per aquestes variables.

### Ambient de certesa (certesa)
Es té coneixement total sobre el problema, les alternatives de solució que es plantegen van a causar sempre resultats coneguts i invariables. En prendre la decisió només s'ha de pensar en l'alternativa que generi major benefici.
La informació amb què es compta per solucionar el problema és completa, és a dir, es coneix el problema, es coneixen les possibles solucions, però no es coneix amb certesa els resultats que poden llançar.
En aquest tipus de decisions, les possibles alternatives de solució tenen certa probabilitat coneguda de generar un resultat. En aquests casos es poden utilitzar models matemàtics o també el decisor pot fer ús de la probabilitat objectiva o subjectiva per estimar el possible resultat.
La probabilitat objectiva és la possibilitat que passi un resultat basant-se en fets concrets, pot ser xifres d'anys anteriors o estudis realitzats amb aquesta finalitat. A la probabilitat subjectiva es determina el resultat basant-se en opinions i judicis personals.

### Ambient de risc
El prenedor de decisions disposa d'informació, coneix les conseqüències de cada un dels escenaris, però no sap amb certesa quin d'ells va a succeir.
El prenedor de decisions és capaç de ponderar mitjançant l'assignació d'un coeficient de probabilitat {\displaystyle (0<p_{i}<1)}. Sent {\displaystyle \sum p_{i}=1}
(Per aquest motiu, també es caracteritza com "incertesa amb probabilitat").

### Ambient d'incertesa
Es té informació deficient per prendre la decisió, no es té cap control sobre la situació, no es coneix com pot variar o la interacció de la variables del problema, es poden plantejar diferents alternatives de solució però no se li pot assignar probabilitat als resultats que llancin. (Per això, se l'anomena "incertesa sense probabilitat").
Amb base a això, hi ha dues classes d'incertesa:
- Estructurada: No se sap que pot passar entre diferents alternatives, però sí que es coneix que pot passar entre diverses possibilitats.
- No estructurada: No se sap que pot passar ni les probabilitats per a les possibles solucions, és a dir no tenen ni idea que pugui passar.

## Procés de presa de decisions
La separació del procés en etapes pot ser tan resumida o tan extensa com es vulgui, però podem identificar principalment les següents etapes:

### Identificar i analitzar el problema
Aquesta etapa consisteix a comprendre la condició del moment de visualitzar la condició desitjada, és a dir trobar el problema i reconèixer que s'ha de prendre una decisió per arribar a la solució d'aquest. El problema pot ser actual, perquè hi ha una bretxa entre
la condició present real i la desitjat, o potencial, perquè s'estima que aquesta bretxa existirà en el futur.

### Identificar els criteris de decisió i ponderar
Consisteix a identificar aquells aspectes que són rellevants al moment de prendre la decisió, és a dir aquelles pautes de les quals depèn la decisió que es prengui.
La ponderació, és assignar un valor relatiu a la importància que té cada criteri en la decisió que es prengui, ja que tots són importants però no de la mateixa manera.
Moltes vegades, la identificació dels criteris no es realitza en forma conscient prèvia a les següents etapes, sinó que les decisions es prenen sense explicitar els mateixos, a partir de l'experiència personal dels prenedors de decisions.
A la pràctica, quan s'han de prendre decisions molt complexes i en particular en grup, pot resultar útil explicitar, per evitar que al moment d'analitzar les alternatives es manipulin els criteris per a afavorir a una o altra alternativa de solució.

### Definir la prioritat per atendre el problema
La definició de la prioritat es basa en l'impacte i en la urgència que es té per atendre i resoldre el problema. És a dir, l'impacte descriu el potencial al qual es troba vulnerable, i la urgència mostra el temps disponible que es compta per evitar o almenys reduir aquest impacte.

### Generar les alternatives de solució
Consisteix a desenvolupar diferents possibles solucions al problema. Si bé no resulta possible en la majoria dels casos conèixer tots els possibles camins que es poden prendre per solucionar el problema, com més alternatives s'hagin va ser molt més probable trobar una que resulti satisfactòria.
De tota manera, el desenvolupament d'un nombre exagerat d'alternatives pot tornar l'elecció summament dificultosa, i per això tampoc és necessàriament favorable continuar desenvolupant alternatives en forma indefinida.
Per generar gran quantitat d'alternatives cal una quota important de creativitat. Hi ha diferents tècniques per potenciar la creativitat, com ara la pluja d'idees, les relacions forçades, etcètera.
En aquesta etapa és important la creativitat dels prenedors de decisions.

### Avaluar les alternatives
Consisteix a fer un estudi detallat de cada una de les possibles solucions que es van generar per al problema, és a dir mirar els seus avantatges i desavantatges, de forma individual pel que fa als criteris de decisió, i una pel que fa a l'altra, assignant-los un valor ponderat.
Com es va explicar abans segons els contextos en els quals es prengui la decisió, aquesta avaluació serà més o menys exacta.
Hi ha eines, en particular per a l'administració d'empreses per a avaluar diferents alternatives, que es coneixen com a mètodes quantitatius.
En aquesta etapa del procés és important l'anàlisi crítica com a qualitat del prenedor de decisions.

### Elecció de la millor alternativa
En aquest pas es tria l'alternativa que segons l'avaluació va a obtenir millors resultats per al problema.
Hi ha tècniques (per exemple, anàlisi jeràrquic de la decisió) que ens ajuden a valorar múltiples criteris.
Els següents termes poden ajudar a prendre la decisió segons el resultat que es busqui:
- Maximitzar: Prendre la millor decisió possible.
- Satisfer: Escollir la primera opció que sigui mínimament acceptable satisfent d'aquesta manera una fita o objectiu buscat.
- Optimitzar: La que generi el millor equilibri possible entre diferents metes.

### Aplicació de la decisió
Posar en marxa la decisió presa per així poder avaluar si la decisió va ser o no encertada. La implementació probablement derivi en la presa de noves decisions, de menor importància.

### Avaluació dels resultats
Després de posar en marxa la decisió cal avaluar si es va solucionar o no el problema, és a dir si la decisió està tenint el resultat esperat o no.
Si el resultat no és el que s'esperava s'ha de mirar si és perquè s'ha de donar una mica més de temps per obtenir els resultats o si definitivament la decisió no va ser l'encertada, en aquest cas s'ha d'iniciar el procés de nou per trobar una nova decisió.
El nou procés que s'iniciï en el cas que la solució hagi estat errònia, comptarà amb més informació i es tindrà coneixement dels errors comesos en el primer intent.
A més s'ha de tenir consciència que aquests processos de decisió estan en continu canvi, és a dir, les decisions que es prenguin contínuament hauran d'ésser modificades, per l'evolució que tingui el sistema o per l'aparició de noves variables que l'afectin.

## La informació com a matèria primera
El procés de presa de decisions utilitza com a matèria primera informació. Aquesta és fonamental, ja que sense ella no resultaria possible avaluar les alternatives existents o desenvolupar alternatives noves.
En les organitzacions, que es troben sotmeses constantment a la presa de decisions, la informació adquireix un rol fonamental, i per això un valor inigualable.
Per processar les dades de l'organització i transformar-los en informació, és fonamental el sistema d'informació, dins dels quals hi ha la comptabilitat.
A més dels sistemes d'informació, hi ha sistemes dissenyats especialment per ajudar a transitar el procés de presa de decisions, que es coneixen com a sistemes de suport a decisions o sistemes de suport a la decisió.